# Optibus
Optibus est le nom commercial du service de transport de personnes à mobilité réduite des 58 communes de la métropole de Lyon, de la communauté de communes de l'Est lyonnais et de 7 communes limitrophes du département du Rhône, qui rassemblent au total environ 1,4 million d’habitants. Ce service est complémentaire du réseau TCL dont il partage la livrée et le périmètre des transports.
SYTRAL Mobilités en est l'autorité organisatrice, et le propriétaire de la marque « Optibus ».
Le réseau sera intégré au sein d'un nouveau TCL à partir de septembre 2025.

## Histoire
L’expérience des transports de personnes à mobilité réduite par minibus débute à Lyon en 1976 à l'initiative de Danielle Faÿnel et est exploité par le GIHP, ce service fonctionne à la demande et assure un transport avec accompagnement en porte à porte.
Le premier service sur le territoire de la COURLY naît en 1980, en application de l’article 52 de la loi d’orientation du 30 juin 1975 en faveur des personnes handicapées et du décret d’application du 9 décembre 1978, le SYTRAL décide d’assurer la maîtrise d’ouvrage d’un service spécialisé réservé aux personnes handicapées sur le territoire de la COURLY et d’en confier l’exploitation au GIHP, suivant la convention du 24 septembre 1980.
Dans les années 1990, le SYTRAL et le GIHP ont pour objectif de créer un effet réseau, ce qui se traduit en 1991 par l'uniformisation du service avec l'application de la livrée TCL sur les véhicules et le changement de nom du service en « Optibus » qui devient officiellement un système de transport en commun à l’usage des personnes à mobilité réduite.
En 1997, le contrat avec le GIHP arrivant à échéance cette année-là, la délégation de service public sous affermage est confiée à Interhône-Alpes, devenue Keolis Interhône-Alpes par la suite, et est renouvelée en 2003. En janvier 2007 l'exploitant change : le GIHP ayant remporté l'appel d'offres, il crée une filiale exclusivement dédiée à Optibus, GIHP Service Public Lyonnais. En février 2008, le tribunal de commerce de Lyon prononce la liquidation du délégataire et afin d'assurer la continuité du service public l'exploitation a été confiée à Keolis PMR Rhône, filiale elle aussi dédiée à Optibus et crée pour l'occasion, pour une durée de 2 ans, sans appel d'offres dans le cadre d'une procédure dite d'urgence impérieuse. Ce contrat a été renouvelé en janvier 2011, à la suite d'un appel d'offres cette fois, pour une durée de 4 ans et le parc de véhicules a été entièrement renouvelé. Le contrat de délégation de service public a été prolongé jusqu'en 2016.

## Le service

### Fonctionnement
Optibus fonctionne tous les jours de 6 h à 1 h du matin sauf le 1er mai.

### Accès au service
Ce service est ouvert aux personnes à mobilité réduite sous certaines conditions :
- Être résident d'une commune desservie par le service (périmètre identique à celui des TCL) ;
- Présenter un handicap moteur ou visuel justifiant l'accès au service ;
- Ne pas avoir de transport pris en charge par une collectivité, un établissement ou un organisme en vertu des textes législatifs ou réglementaires en vigueur ;
- Avoir un handicap qui ne relève pas de la dépendance liée exclusivement à l’âge de l’usager.

L'accès au service est conditionné au passage devant une commission d'accès, composée de :
- Un médecin ;
- Un ergothérapeute ;
- Un représentant de SYTRAL Mobilités ;
- Un représentant Optibus.

Cette commission a lieu chaque mois et après consultation du dossier médical et un entretien individuel avec l’usager, la commission statue sur l’accès au service.
Environ 1900 personnes sont inscrites au service en 2014.

### Réservation
La réservation peut se faire par internet via un formulaire en ligne, par fax ou par téléphone au plus tôt 8 jours avant le transport et au plus tard la veille avant 21 h,.

### Tarification
Au cours de son comité syndical du 13 novembre 2015, et à la suite de la loi du 5 août 2015 prévoyant que le coût pour les personnes handicapées du transport à la demande mis en place par une autorité organisatrice de transport ne peut être supérieur à celui applicable aux autres usagers dans un même périmètre de transport urbain, le SYTRAL a décidé de revoir à la baisse le coût de l'ensemble des titres (plein tarif, trajet domicile-travail, enfant de 4 à 10 ans accompagné d'un adulte) à compter du 1er janvier 2016. Ils sont remplacés par un unique titre à 2 €, soit le montant d'un ticket à l'unité TCL vendu à bord des autobus, quel que soit le type de déplacement.

## Optiguide
Depuis le 4 juillet 2011, les utilisateurs d'Optibus malvoyants ou en fauteuil roulants peuvent faire appel à un accompagnateur qui les accompagnent sur le réseau TCL (la tarification Optibus ne s'y applique pas) de la porte de leur domicile à la porte de leur lieu de destination, du moment que l'utilisateur est en mesure d'effectuer le trajet de bout en bout et que le véhicule soit accessible, et pour les malvoyants la durée du trajet à pied ne peut excéder 10 minutes depuis un accès au réseau TCL.

### Exploitation
Le service est exploité par Keolis PMR Rhône à l'aide de véhicules aménagés aux couleurs des TCL (plus l'ajout du logo Optibus) aménagés et entretenus depuis 2011 par Fraikin et des taxis aménagés de sociétés partenaires et signalés par la pose du logo du service viennent en renfort pour absorber la charge du service. Si nécessaire, le service fait aussi appel à des taxis non aménagés de services de radio taxis pour faire face au surcroît d'activité en heures de pointe.
En 2015 le parc se détaille comme suit :
- 4 Renault Kangoo II (capacité d'un fauteuil) nos 13 et 15 + 2 inconnus ;
- 5 Fiat-Durisotti Doblò II (capacité d'un fauteuil) nos 16 à 20 ;
- 11 Renault Master III (capacité de trois ou quatre fauteuils selon les véhicules) nos 1 à 7 et 9 à 11 + 1 inconnu ;
- 2 Fiat-Dietrich Ducato III (capacité de quatre fauteuils) nos 21 + 1 inconnu.

Le parc était, en 2014, de 24 véhicules.
Le parc, renouvelé en 2011, était le suivant, (entre parenthèses, la capacité maximale pour les fauteuils) :
- 4 Renault Kangoo II (capacité d'un fauteuil) ;
- 5 Fiat-Durisotti Doblò II (capacité d'un fauteuil) ;
- 11 Fiat-Dietrich Ducato III (capacité de trois à cinq fauteuils selon les véhicules) ;
- 1 Renault Master III (capacité de cinq fauteuils), en test en 2013.

Entre 2007 et 2011, le parc était de :
- 14 Renault Master II ;
- 1 Peugeot Boxer I.

Entre 1997 et 2007, le parc était composé de :
- 15 Citroën Jumper I (capacité de quatre à six fauteuils selon les véhicules) ;
- 4 Renault Master II (capacité de quatre à six fauteuils selon les véhicules) ;
- 1 Citroën Berlingo I ;
- 2 Peugeot 306.